# Lucia Branco
Lucia Branco (* 1897 in São Paulo; † 1973) war eine brasilianische Pianistin und Musikpädagogin. Als Schülerin von Arthur De Greef war sie eine Enkelschülerin von Franz Liszt.

## Leben und Werk
Lucia Branco studierte zunächst bei J. Wancolle am Konservatorium von São Paulo, wo sie einen ersten Preis und eine Goldmedaille in einem Wettbewerb gewann. Mit einem Stipendium des Pensionato Artístico de São Paulo ging sie 1919 nach Europa und absolvierte Aufbaustudien bei dem Lisztschüler Arthur De Greef in Brüssel. Im August 1921 wurde ihr dort nach einem Wettbewerb von einer hochkarätig besetzten Jury ihr höheres Abschlusszeugnis im Fach Klavier mit herausragenden Noten und hohem Lob ausgehändigt.
Nach einer Konzerttournee durch Europa kehrte sie nach Brasilien zurück und gab dort erfolgreich zahlreiche Konzerte. 1927 ließ sie sich auf Einladung des brasilianischen Präsidenten Washington Luís in Rio de Janeiro nieder. Sie wirkte dort über 42 Jahre als Klavierdozentin am brasilianischen Nationalkonservatorium. Im August 1944 wurde sie vom brasilianischen Kultusminister zur Bundesinspektorin für Musik ernannt. Ihr letztes öffentliches Konzert gab sie in einem Programm zu Ehren von Chopin im Radiosender Roquette Pinto.
1970 wurde in der Sala Cecilia Meireles, einem Konzertsaal in Rio de Janeiro, eine Gedenktafel mit ihrem Namen angebracht. Am 15. September desselben Jahres gab ihr Schüler Nelson Freire ein Konzert zu ihren Ehren im Theatro Municipal von Rio. Weitere Schüler waren Jacques Klein, Nise Obino, Arthur Moreira Lima, Tom Jobim und Luizinho Eça.
1971 zog sie sich aus gesundheitlichen Gründen aus dem öffentlichen Leben zurück.